# Acronema rivale
Acronema rivale är en flockblommig växtart som beskrevs av C.Norman. Acronema rivale ingår i släktet Acronema och familjen flockblommiga växter. Inga underarter finns listade i Catalogue of Life.